# Aleksandr Sapeta
Bản mẫu:Eastern Slavic name
Aleksandr Sergeyevich Sapeta (tiếng Nga: Александр Серге́евич Сапета; sinh ngày 28 tháng 6 năm 1989) là một cầu thủ bóng đá người Nga thi đấu ở vị trí tiền vệ trung tâm cho F.K. Rostov.

## Sự nghiệp câu lạc bộ
Anh thi đấu ở Saturn trong suốt những năm trẻ. Anh có màn ra mắt cho đội chính Saturn vào ngày 26 tháng 10 năm 2008 khi anh là cầu thủ xuất phát trong trận đấu tại Premier League trước F.K. Moskva.
Mùa đông năm 2011 Sapeta ký hợp đồng với F.K. Dynamo Moskva.
Vào ngày 9 tháng 8 năm 2012, anh vào sân từ ghế dự bị để ghi bàn trong chiến thắng 5-0 trước Dundee United F.C. ở lượt về vòng loại thứ ba UEFA Europa League 2012–13.
Ngày 22 tháng 2 năm 2018, anh ký bản hợp đồng 2 năm cùng với F.K. Rostov.

## Sự nghiệp quốc tế
Sapeta là một trong những thành viên của đội hình U-17 Nga giành chức vô địch Giải vô địch bóng đá U-17 châu Âu 2006.

## Thống kê sự nghiệp
Tính đến 13 tháng 5 năm 2018
| Câu lạc bộ             | Mùa giải             | Giải vô địch         | Giải vô địch | Giải vô địch | Cúp     | Cúp       | Châu lục | Châu lục  | Khác    | Khác      | Tổng cộng | Tổng cộng |
| Câu lạc bộ             | Mùa giải             | Hạng đấu             | Số trận      | Bàn thắng    | Số trận | Bàn thắng | Số trận  | Bàn thắng | Số trận | Bàn thắng | Số trận   | Bàn thắng |
| ---------------------- | -------------------- | -------------------- | ------------ | ------------ | ------- | --------- | -------- | --------- | ------- | --------- | --------- | --------- |
| F.K. Saturn Ramenskoye | 2005                 | Premier League       | 0            | 0            | 0       | 0         | –        | –         | –       | –         | 0         | 0         |
| F.K. Saturn Ramenskoye | 2006                 | Premier League       | 0            | 0            | 0       | 0         | –        | –         | –       | –         | 0         | 0         |
| F.K. Saturn Ramenskoye | 2007                 | Premier League       | 0            | 0            | 1       | 0         | –        | –         | –       | –         | 1         | 0         |
| F.K. Saturn Ramenskoye | 2008                 | Premier League       | 2            | 0            | 0       | 0         | 1        | 0         | –       | –         | 3         | 0         |
| F.K. Saturn Ramenskoye | 2009                 | Premier League       | 14           | 0            | 1       | 0         | –        | –         | –       | –         | 15        | 0         |
| F.K. Saturn Ramenskoye | 2010                 | Premier League       | 24           | 3            | 1       | 0         | –        | –         | –       | –         | 25        | 3         |
| F.K. Saturn Ramenskoye | Tổng cộng            | Tổng cộng            | 40           | 3            | 3       | 0         | 1        | 0         | 0       | 0         | 44        | 3         |
| F.K. Dynamo Moskva     | 2011–12              | Premier League       | 32           | 2            | 4       | 1         | –        | –         | –       | –         | 36        | 3         |
| F.K. Dynamo Moskva     | 2012–13              | Premier League       | 20           | 0            | 2       | 0         | 3        | 2         | –       | –         | 25        | 2         |
| FC Ural Yekaterinburg  | 2013–14              | Premier League       | 6            | 1            | 0       | 0         | –        | –         | –       | –         | 6         | 1         |
| FC Ural Yekaterinburg  | 2014–15              | Premier League       | 18           | 1            | 0       | 0         | –        | –         | 1       | 0         | 19        | 1         |
| FC Ural Yekaterinburg  | 2015–16              | Premier League       | 29           | 7            | 2       | 0         | –        | –         | –       | –         | 31        | 7         |
| FC Ural Yekaterinburg  | Tổng cộng            | Tổng cộng            | 53           | 9            | 2       | 0         | 0        | 0         | 1       | 0         | 56        | 9         |
| F.K. Dynamo Moskva     | 2016–17              | National League      | 33           | 3            | 3       | 0         | –        | –         | –       | –         | 36        | 3         |
| F.K. Dynamo Moskva     | 2017–18              | Premier League       | 12           | 0            | 1       | 0         | –        | –         | –       | –         | 13        | 0         |
| F.K. Dynamo Moskva     | Tổng cộng (2 spells) | Tổng cộng (2 spells) | 97           | 5            | 10      | 1         | 3        | 2         | 0       | 0         | 110       | 8         |
| F.K. Rostov            | 2017–18              | Premier League       | 5            | 0            | –       | –         | –        | –         | –       | –         | 5         | 0         |
| Tổng cộng sự nghiệp    | Tổng cộng sự nghiệp  | Tổng cộng sự nghiệp  | 195          | 17           | 15      | 1         | 4        | 2         | 1       | 0         | 215       | 20        |